# Пікту
Пікту (англ. Pictou) — містечко в Канаді, у провінції Нова Шотландія, центр однойменного графства.

## Населення
За даними перепису 2016 року, містечко нараховувало 3186 осіб, показавши скорочення на 7,3%, порівняно з 2011-м роком. Середня густина населення становила 397,6 осіб/км².
З офіційних мов обидвома одночасно володіли 150 жителів, тільки англійською — 2 865, а 5 — жодною з них. Усього 60 осіб вважали рідною мовою не одну з офіційних, з них 5 — одну з корінних мов.
Працездатне населення становило 55,5% усього населення, рівень безробіття — 17,8% (20,8% серед чоловіків та 14,2% серед жінок). 88,9% осіб були найманими працівниками, а 7,4% — самозайнятими.
Середній дохід на особу становив $36 466 (медіана $28 151), при цьому для чоловіків — $44 422, а для жінок $29 722 (медіани — $33 920 та $23 387 відповідно).
25% мешканців мали закінчену шкільну освіту, не мали закінченої шкільної освіти — 22,1%, 52,9% мали післяшкільну освіту, з яких 23,7% мали диплом бакалавра, або вищий.
| Статево-вікова структура населення | Статево-вікова структура населення | Статево-вікова структура населення | Статево-вікова структура населення | Статево-вікова структура населення |
| ---------------------------------- | ---------------------------------- | ---------------------------------- | ---------------------------------- | ---------------------------------- |
|                                    |                                    |                                    |                                    |                                    |
| Всього                             | Всього                             | 48,0%52,0%                         |                                    |                                    |
| 0 — 14 років                       | 0 — 14 років                       |                                    | 12,9%                              | 12,9%                              |
| 15 — 64 років                      | 15 — 64 років                      |                                    | 59,2%                              | 59,2%                              |
| 65 і більше                        | 65 і більше                        |                                    | 27,9%                              | 27,9%                              |
| 85 і більше                        | 85 і більше                        |                                    | 4,9%                               | 4,9%                               |
| 100 і більше                       | 100 і більше                       |                                    | 0,2%                               | 0,2%                               |
| Середній вік (років)               | Середній вік (років)               | 45,749,5                           | 47,7                               | 47,7                               |
| Медіана (років)                    | Медіана (років)                    | 50,053,4                           | 51,5                               | 51,5                               |
| — чоловіки — жінки                 |                                    |                                    |                                    |                                    |

| Походження мешканців:     | Походження мешканців:     | Походження мешканців: | Походження мешканців: | Походження мешканців: |
| ------------------------- | ------------------------- | --------------------- | --------------------- | --------------------- |
| Походження                |                           |                       | осіб                  | %                     |
| Корінні американці        | Корінні американці        |                       | 115                   | 3.81%                 |
| Інше північноамериканське | Інше північноамериканське |                       | 1 485                 | 49.17%                |
| Європейське               | Європейське               |                       | 2 135                 | 70.7%                 |
| британське                | британське                |                       | 1 810                 | 59.93%                |
| французьке                | французьке                |                       | 645                   | 21.36%                |
| Латинськоамериканське     | Латинськоамериканське     |                       | 10                    | 0.33%                 |
| Карибське                 | Карибське                 |                       | 10                    | 0.33%                 |
| Африканське               | Африканське               |                       | 10                    | 0.33%                 |
| Азійське                  | Азійське                  |                       | 30                    | 0.99%                 |

| Зайнятість населення за галузями (за класифікацією NOC): | Зайнятість населення за галузями (за класифікацією NOC): | Зайнятість населення за галузями (за класифікацією NOC): | Зайнятість населення за галузями (за класифікацією NOC): | Зайнятість населення за галузями (за класифікацією NOC): |
| -------------------------------------------------------- | -------------------------------------------------------- | -------------------------------------------------------- | -------------------------------------------------------- | -------------------------------------------------------- |
|                                                          |                                                          |                                                          |                                                          |                                                          |
| Управління                                               | Управління                                               |                                                          | 7,7%                                                     | 7,7%                                                     |
| Бізнес, фінанси та адміністрування                       | Бізнес, фінанси та адміністрування                       |                                                          | 8,7%                                                     | 8,7%                                                     |
| Природничі та прикладні науки                            | Природничі та прикладні науки                            |                                                          | 3,8%                                                     | 3,8%                                                     |
| Охорона здоров'я                                         | Охорона здоров'я                                         |                                                          | 7,7%                                                     | 7,7%                                                     |
| Освіта, правозахист, муніципальні та урядові служби      | Освіта, правозахист, муніципальні та урядові служби      |                                                          | 10,5%                                                    | 10,5%                                                    |
| Мистецтво, культура, відпочинок та спорт                 | Мистецтво, культура, відпочинок та спорт                 |                                                          | 2,4%                                                     | 2,4%                                                     |
| Роздрібна торгівля та послуги                            | Роздрібна торгівля та послуги                            |                                                          | 31,1%                                                    | 31,1%                                                    |
| Гуртова торгівля, транспорт та обладнання                | Гуртова торгівля, транспорт та обладнання                |                                                          | 15,7%                                                    | 15,7%                                                    |
| Природні ресурси, сільське господарство                  | Природні ресурси, сільське господарство                  |                                                          | 4,2%                                                     | 4,2%                                                     |
| Виробництво                                              | Виробництво                                              |                                                          | 8%                                                       | 8%                                                       |

## Клімат
Середня річна температура становить 6,2°C, середня максимальна – 22°C, а середня мінімальна – -11,4°C. Середня річна кількість опадів – 1 231 мм.
| Клімат поселення                              | Клімат поселення | Клімат поселення | Клімат поселення | Клімат поселення | Клімат поселення | Клімат поселення | Клімат поселення | Клімат поселення | Клімат поселення | Клімат поселення | Клімат поселення | Клімат поселення | Клімат поселення |
| Показник                                      | Січ.             | Лют.             | Бер.             | Квіт.            | Трав.            | Черв.            | Лип.             | Серп.            | Вер.             | Жовт.            | Лист.            | Груд.            |                  |
| Середній максимум, °C                         | −1,54            | −1,63            | 2,52             | 8,08             | 13,67            | 19,23            | 21,91            | 21,96            | 17,90            | 12,60            | 7,66             | 1,41             |                  |
| Середня температура, °C                       | −6,43            | −6,53            | −2,38            | 3,19             | 8,76             | 14,32            | 18,53            | 18,59            | 14,53            | 9,23             | 4,30             | −1,95            |                  |
| Середній мінімум, °C                          | −11,33           | −11,42           | −7,27            | −1,72            | 3,87             | 9,44             | 15,17            | 15,21            | 11,15            | 5,86             | 0,91             | −5,32            |                  |
| Норма опадів, мм                              | 107              | 92               | 98               | 92               | 84               | 91               | 81               | 85               | 116              | 127              | 134              | 124              |                  |
| Середньомісячна швидкість вітру, м/с          | 6.04             | 5.70             | 5.61             | 5.29             | 4.91             | 4.53             | 4.25             | 4.21             | 4.76             | 5.53             | 6.05             | 6.45             |                  |
| Середньомісячна сонячна радіація, кДж/м²·день | 4870             | 8166             | 12041            | 14990            | 18172            | 20324            | 20105            | 17672            | 13349            | 8376             | 4808             | 3577             |                  |
| --------------------------------------------- | ---------------- | ---------------- | ---------------- | ---------------- | ---------------- | ---------------- | ---------------- | ---------------- | ---------------- | ---------------- | ---------------- | ---------------- | ---------------- |
| Джерело:                                      |                  |                  |                  |                  |                  |                  |                  |                  |                  |                  |                  |                  |                  |